# Chiến binh công lý xã hội
Chiến binh công lý xã hội (tiếng Anh: social justice warrior, SJW) là một từ mỉa mai, châm chọc thường dùng trên Internet ở Mỹ và các nước Châu Âu, ám chỉ những người tham gia đòi quyền lợi công bằng cho xã hội, nhưng theo hướng tiêu cực, gần như là đạo đức giả (tùy vào ngữ cảnh), lời nói và hành động không đi đôi. Cụ thể hơn, người tham gia tự coi mình là người đứng ra chiến đấu để bảo vệ cho chính nghĩa, chẳng hạn như: nữ quyền, phân biệt chủng tộc, phân biệt tôn giáo, LGBT…
Cụm từ này có nguồn gốc cuối thế kỷ 20, vốn có nghĩa tích cực chỉ những người hoạt động đấu tranh cho công bằng xã hội. Vào năm 2011, khi thuật ngữ này lần đầu tiên xuất hiện trên Twitter, cụm từ theo hướng mỉa mai và tiêu cực, khiến cho người ta quên cả nghĩa ban đầu của nó.

## Ý nghĩa

### Nghĩa gốc
Khoảng năm 1824, thuật ngữ công bằng xã hội (social justice) đề cập đến việc công bằng trong xã hội. Từ đầu những năm 1990 đến đầu những năm 2000, chiến binh công bằng xã hội (social justice warrior) được dùng để khen ngợi, chẳng hạn tờ báo Montreal Gazette khen Michel Chattrand là một "chiến binh dân tộc và công bằng xã hội ở Quebec".

### Nghĩa xấu
Theo Katherine Martin, người đứng đầu bộ phận từ điển Hoa Kỳ, thuật ngữ này chuyển từ tích cực sang tiêu cực vào khoảng năm 2011, khi nó lần đầu tiên được sử dụng để sự xúc phạm trên Twitter. Cụm từ chủ yếu nhắm vào những người thể hiện rằng mình đang bên phe tốt, bảo vệ cho lẽ phải, như tiến bộ xã hội, đa văn hoá, nữ quyền. Scott Selisker viết rằng SJW thường bị chỉ trích là có "khuôn mẫu nữ quyền phi lý, thích ra vẻ, thiên vị và tự làm nghiêm trọng hoá lên".
Vào tháng 8 năm 2015, cụm từ chiến binh công bằng xã hội (Social Justice Warrior) là một trong số ít cụm từ mới được thêm vào trong Từ điển Oxford.